# La Réserve des arts
Vous pouvez aider à l'améliorer ou bien discuter des problèmes sur sa page de discussion.
- Sa typographie ne respecte pas les conventions de Wikipédia. Vous pouvez solliciter de l’aide de l’Atelier typographique. (Marqué depuis mai 2022)

La Réserve des arts est une association à but non lucratif spécialisée dans le réemploi de matériaux pour les professionnels de la culture. Organisme de formation en économie circulaire dans la culture, de l’écoconception à l’entrepreneuriat culturel, La Réserve des arts propose également des formations pratiques sur Bois, Cuir ou Textile, et des ateliers de Team building créatifs à partir de matériaux de récupération.

## Histoire
En 2008, Sylvie Bétard et Jeanne Granger, toutes deux issues d'un cursus en école d’art, décident de monter un atelier spécialisé sur les relations entre art contemporain et écologie, s'inspirant d'un programme new yorkais Materials for the Arts (en).
En 2010, elles ouvrent une boutique éphémère au Palais de Tokyo à Paris 16e, dans laquelle elles revendent aux artistes et à bas prix, les rebuts et chutes de matériaux issues des entreprises : cuir, tissus, bois, metal, plastiques...
En 2011, une autre boutique temporaire ouvre à Paris 10e.
En 2013, une nouvelle boutique, plus grande, ouvre à Paris 14e. La surface de cette boutique est de 130 m².
En 2014, l'association ouvre un entrepôt de 3 000 m² à Pantin. Cet entrepôt sert à stocker tout ce qu'elle récupère auprès d'entreprises, majoritairement issues des secteurs de l'audiovisuel, de l'événementiel, du luxe et du bricolage.
En septembre 2020, une antenne de 840 m² ouvre dans le 15ème arrondissement de Marseille.

## Missions
La Réserve des arts répond à une triple mission :
- Soutenir les professionnels du secteur culturel
- Collecter et valoriser les déchets d’entreprises
- Promouvoir le réemploi auprès du plus grand nombre

## Récompenses
En 2017, l'association reçoit le trophée de l’économie sociale et solidaire d’Est Ensemble.

## Organisation

### Effectifs
En 2021, l'association emploie une trentaine de salariés.

### Nombre d'adhérents
En janvier 2019, l'association compte 6 000 adhérents, majoritairement des créateurs
En 2021,  l'association compte 8 000 adhérents dont la moitié sont des étudiants de filières artistiques.